# Municipio de Nordmore
El municipio de Nordmore (en inglés: Nordmore Township) es un municipio ubicado en el condado de Foster en el estado estadounidense de Dakota del Norte. En el año 2010 tenía una población de 65 habitantes y una densidad poblacional de 0,7 personas por km².

## Geografía
El municipio de Nordmore se encuentra ubicado en las coordenadas 47°31′55″N 98°56′39″O / 47.53194, -98.94417. Según la Oficina del Censo de los Estados Unidos, el municipio tiene una superficie total de 92.39 km², de la cual 92,05 km² corresponden a tierra firme y (0,37 %) 0,34 km² es agua.

## Demografía
Según el censo de 2010, había 65 personas residiendo en el municipio de Nordmore. La densidad de población era de 0,7 hab./km². De los 65 habitantes, el municipio de Nordmore estaba compuesto por el 100 % blancos. Del total de la población el 3,08 % eran hispanos o latinos de cualquier raza.